# Flyswatter
Albums de Blink-182
Demo 2
(1993)
Flyswatter est la première démo du groupe californien Blink-182. Elle est sortie en 1993 sous forme de cassette. À cette époque, le groupe s'appelait uniquement Blink.
L'enregistrement de cet album s'est fait dans des conditions difficiles dans la chambre de Scott Raynor, ancien batteur du groupe. Il en résulte un son de mauvaise qualité. Le label désigné sur la pochette, Fags in the Wilderness Records, n'existe pas, et fut inventé par Tom DeLonge à cette époque. L'enregistrement original n'a pas été commercialisé et les membres du groupe se débrouillaient par leurs propres moyens pour vendre leur album dans leur école. La pochette de l'album fut dessinée par Mark Hoppus.

## Liste des pistes
| Flyswatter | Flyswatter        | Flyswatter   | Flyswatter | Flyswatter | Flyswatter | Flyswatter | Flyswatter | Flyswatter | Flyswatter |
| No         | Titre             | Auteur       | Durée      |            |            |            |            |            |            |
| ---------- | ----------------- | ------------ | ---------- | ---------- | ---------- | ---------- | ---------- | ---------- | ---------- |
| 1.         | Reebok Commercial | Blink-182    | 2:51       |            |            |            |            |            |            |
| 2.         | Time              | Blink-182    | 2:27       |            |            |            |            |            |            |
| 3.         | Red Skies         | Blink-182    | 3:26       |            |            |            |            |            |            |
| 4.         | Alone             | Blink-182    | 2:44       |            |            |            |            |            |            |
| 5.         | Point of View     | Blink-182    | 1:19       |            |            |            |            |            |            |
| 6.         | Marlboro Man      | Blink-182    | 3:35       |            |            |            |            |            |            |
| 7.         | The Longest Line  | NOFX         | 2:06       |            |            |            |            |            |            |
| 8.         | Freak Scene       | Dinosaur Jr. | 2:38       |            |            |            |            |            |            |
| 20:59      |                   |              |            |            |            |            |            |            |            |

## Collaborateurs
- Tom DeLonge — Chant/Guitare
- Mark Hoppus — Chant/Basse
- Scott Raynor — Batterie